# Saint-Germain-du-Bel-Air
Saint-Germain-du-Bel-Air (okzitanisch: Sent Girman del Bèl Èrm) ist eine französische Gemeinde mit 604 Einwohnern (Stand: 1. Januar 2022) im Département Lot in der Region Okzitanien (bis 2015 Midi-Pyrénées). Sie gehört zum Arrondissement Gourdon, zum Kanton Causse et Bouriane und zum Gemeindeverband Quercy-Bouriane. Die Bewohner heißen Saint-Germanais.

## Geografie
Saint-Germain-du-Bel-Air liegt in der Kulturlandschaft des Quercy südwestlich des Zentralmassives am Céou. Nachbargemeinden sind Saint-Chamarand im Norden und Nordosten, Frayssinet im Osten, Montamel im Süden, Peyrilles im Westen und Südwesten sowie Concorès im Westen und Nordwesten. 

## Bevölkerungsentwicklung
| Jahr      | 1962 | 1968 | 1975 | 1982 | 1990 | 1999 | 2006 | 2018 |
| Einwohner | 486  | 409  | 346  | 361  | 422  | 495  | 510  | 565  |

Quellen: Cassini und INSEE

## Sehenswürdigkeiten
- Kirche Saint-Germain-l’Auxerrois aus dem 15. Jahrhundert

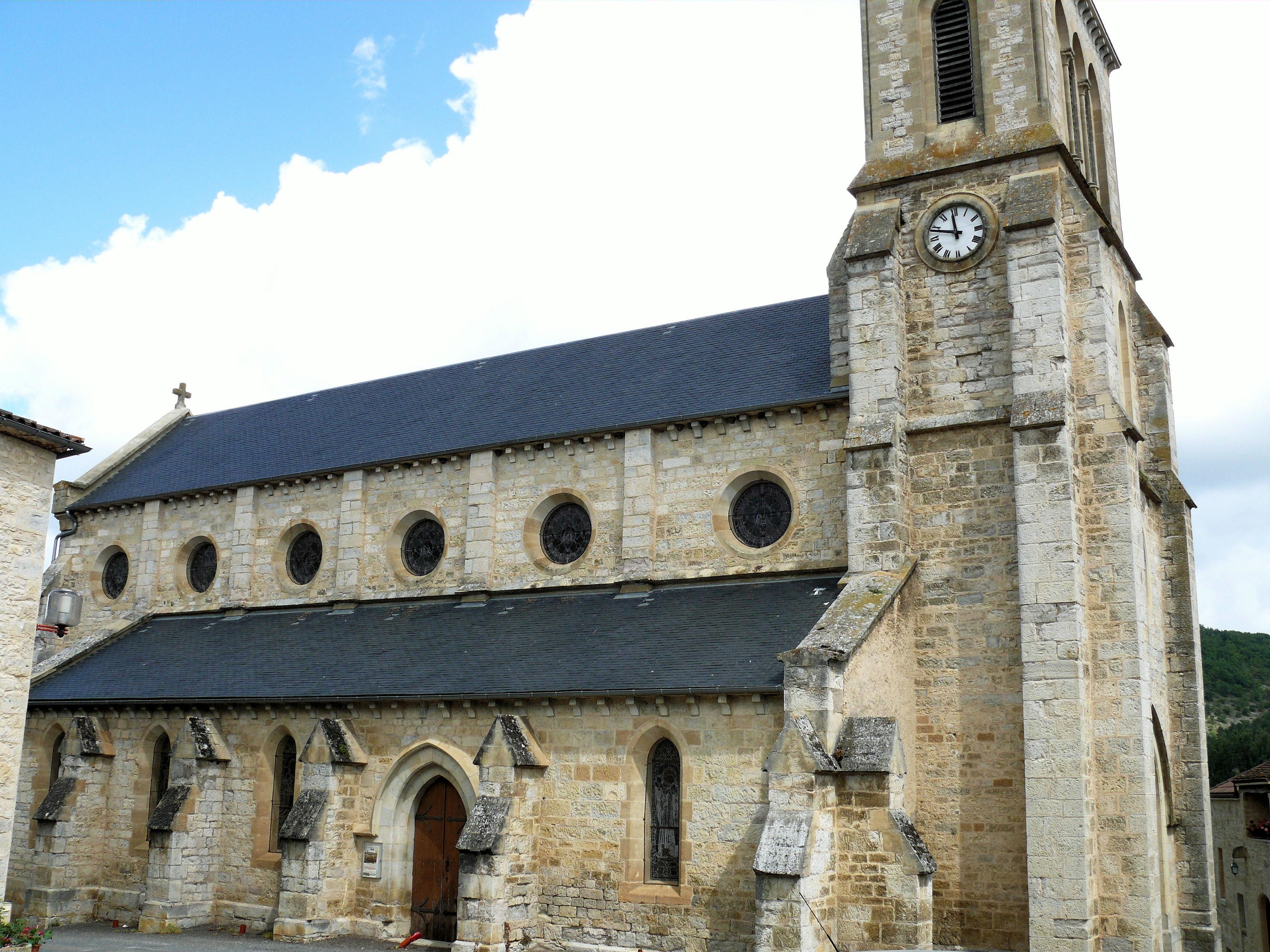
Kirche Saint-Germain